# Петроглифы горы Ала-Тей
Петроглифы горы Ала-Тей — расположена на горе Ала-Тей, представлены разновременными рисунками, концентрирующимися главным образом у святилища «Южный Ала-Тей». Обнаруженные петроглифы, датируются от эпохи бронзы до древнетюркского времени. Открыты и исследованы И.А.Бондарем.
Гора Ала-Тей, в геологическом плане представляет собой — мелкую сопку, отдельно стоящий денудационный останец низменной речной долины и локализуется между хребтом Западный Саян и Танну-Ола в Улуг-Хемской котловине Верхнего Енисея.
Ала-Тей сложен пластами песчаников, в трещинах и полостях которых встречаются кристаллические щётки кварца с включениями эритрина и ряд других незначительных минеральных выделений цеолитов, карбонатов и рудных минералов. Мелкую сопку Ала-Тей продолжает невысокий, но вытянутый в южном направлении скалистый отрог, связанный с главным конусовидным возвышением единой геоморфологией.
Ала-тей, скалистый останец, предстающий как отдельно стоящее конусовидное возвышение на открытой барханной равнине, являлся для многих народов в разные эпохи священным местом и, по всей видимости, объектом поклонения. Об этом свидетельствуют не только сакральные петроглифы с явным магическим назначением, но и множество захоронений средневекового, гунно-сарматского и раннескифского времени, расположенных вокруг сопки. Множество предметов принадлежности различным материальным культурам, от палеолита до позднего Средневековья, обнаруживаются на склонах и у подножья горы, по-видимому, оставленных ей в качестве преподношения.
Наскальные изображения горы Ала-Тей находят прямые аналоги в наскальном искусстве Тувы и других регионов Центральной Азии и Южной Сибири. В то же время, изображения являются уникальными, а некоторые из них не обнаруживают прямых аналогий среди петроглифов Улуг-Хемской котловины и Саянского каньона реки Енисей. В процессе исследования были выявлены: сюжет «священного брака» двух антропоморфных фигур, изображения оленей, быков, изображения рогов, астральных и космогонических символов и тамгообразные знаки. Обнаруживается большое количество сцен взаимодействий животных бронзового века, скифского и древнетюркского времени.

Главная плоскость с петроглифами.

Прорисовка главной плоскости петроглифов горы Ала-Тей.

Главная плоскость петроглифов горы Ала-Тей, и располагается в верхней части южной окраины пласта девонского песчаника, залегающего под наклоном порядка 45°, и локализована в пределах 1 м². Рисунки, представленные на плоскости, имеют разную степень сохранности и выразительности. Поверхность рабочей зоны каменной плиты насыщена петроглифами, а центральная и правая части плоскости выражают отчётливые проявления палимпсестов. Петроглифы вершины южного возвышения священной горы Ала-Тей представляют собой древнее святилище. На небольшом участке компактно расположены наскальные рисунки, содержащие: астральные знаки, сцены борьбы животных, гиперболизированные рога животных, множество отдельно расположенных рогов, тамгообразные знаки. Ряд петроглифов святилища несут в себе явные следы как почитания и «усиления» первобытной магии, так и следы противоборства с магией сакральных знаков путём перебивки изображения и его грубого физического уничтожения избирательного характера. Первые рисунки в святилище могли появиться ещё в глубокой древности, об этом косвенно говорит нахождение многочисленных каменных орудий труда, отщепов, скребков.
На главной плоскости изображены многочисленные фигуры оленей, в том числе с гипертрофически выраженными рогами, козерогов, сцены оленей и козерогов в схватке, отдельно показаны рога. Изображение оленьих рогов было призвано исполнять роль магического тотема-защитника вместо самого оленя.

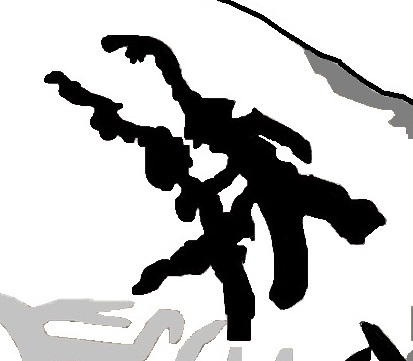
Сцена соития — «священный брак»

Венчают композицию две расположенные выше антропоморфные фигуры, по-видимому, изображающие мужчину и женщину в удлинённых головных уборах. По всей видимости, петроглифы выражают концепцию «священного брака».

Петроглиф животного скачущего над космогоническим символом.

Рисунок. Изображено животное которое скачет над символом Солнца.

В нескольких шагах от главной плоскости располагается ещё один выход пласта девонского песчаника, крайняя южная часть отвеса скалы имеет две условно вертикальные и перпендикулярные друг другу плоскости с наскальными рисунками.
На первой плоскости изображено крупное животное, профиль которого напоминает оленя скифской традиции. Животное изображено над солярным диском и «скачет» в южном направлении.

Петроглиф и прорисовка козерога убегающего от змея. Гора Ала-Тей.

Вторая плоскость изображает небольшую фигуру горного козла в движении, о чём говорит приподнятая передняя лапа животного, фигура «движется» сверху вниз. Сюжет изображения состоит в том, что за горным козлом пустилась в погоню довольно крупная змея с раскрытой пастью. Судя по характеру композиции, козёл бежит вниз с горы, а за ним вдогонку устремился змей. Петроглиф козла выполнен в такой же технике, как и соседствующий с ним петроглиф «астрального оленя» на соседней плоскости. Профиль мчащегося от змеи горного козла вниз по склону изображён с выделенным зрительным органом. Немного продолговатые удары мелкой точечной выбивки, нанесённые под определённым углом, слегка имитируют туловище животного, покрытое шерстью.

Схватка рогатого змея с козерогом. Гора Ала-Тей.

Сюжет противоборства парнокопытного животного со змеем является относительно распространённым. Так, например, сюжет с участием образа млекопитающего и рептилии представлен на плоскости Овюр XII, объект 22. Композиция козла, оленя со змеем довольно часто встречается в наскальной живописи Саяно-Алтайской горной страны древнетюркского времени. Семантика композиции взаимодействия парнокопытного со змеем может отражать воззрения, наделяющие коня, козла или оленя светлым, божественным, выступающим в образе духа природы или же олицетворяющим Солнце значением, а змея — хтонической сущностью, олицетворяющей зло и преисподнюю.

Древнетюркская тамга.

Тамгообразные знаки горы Ала-Тей. Вблизи описанных плоскостей петроглифов вершины южного возвышения Ала-Тея находится вертикальная плоскость, на которой выгравирован тамгообразный знак, стилизованный под образ козла.
По соседству, на верхнем сколе вертикальной плоскости скалы, выбит дугообразный знак в виде полумесяца, лежащего на боку и ориентированного рожками вверх, в южном направлении.
На отвесных скалах террас Ала-Тея обнаружен также гаммированный знак, представляющий собой довольно крупную выбивку свастики, которая может являться как солярным знаком, так и родоплеменной тамгой. В расщелине между выходами двух пластов восточного обрывистого склона в конце мая 2019 года И. А. Бондарем обнаружена тамга крупных размеров, нанесённая на вертикальную плоскость между пластами. Тамга представляет собой несколько концентрированных кругов, помещённых один в другой, между которыми лучатся соединяющие их короткие перекладины. В центре композиции имеется небольшая окружность, в которую помещён «S-образный» символ. «S-образный» символ встречается в качестве тамгообразного знака как в гунно-сарматское время, так и в древнетюркское время. Тамга сына Чингисхана, хана Угэдэя, также изображена в виде «S-образного» символа.